# Philipp I. (Kastilien)

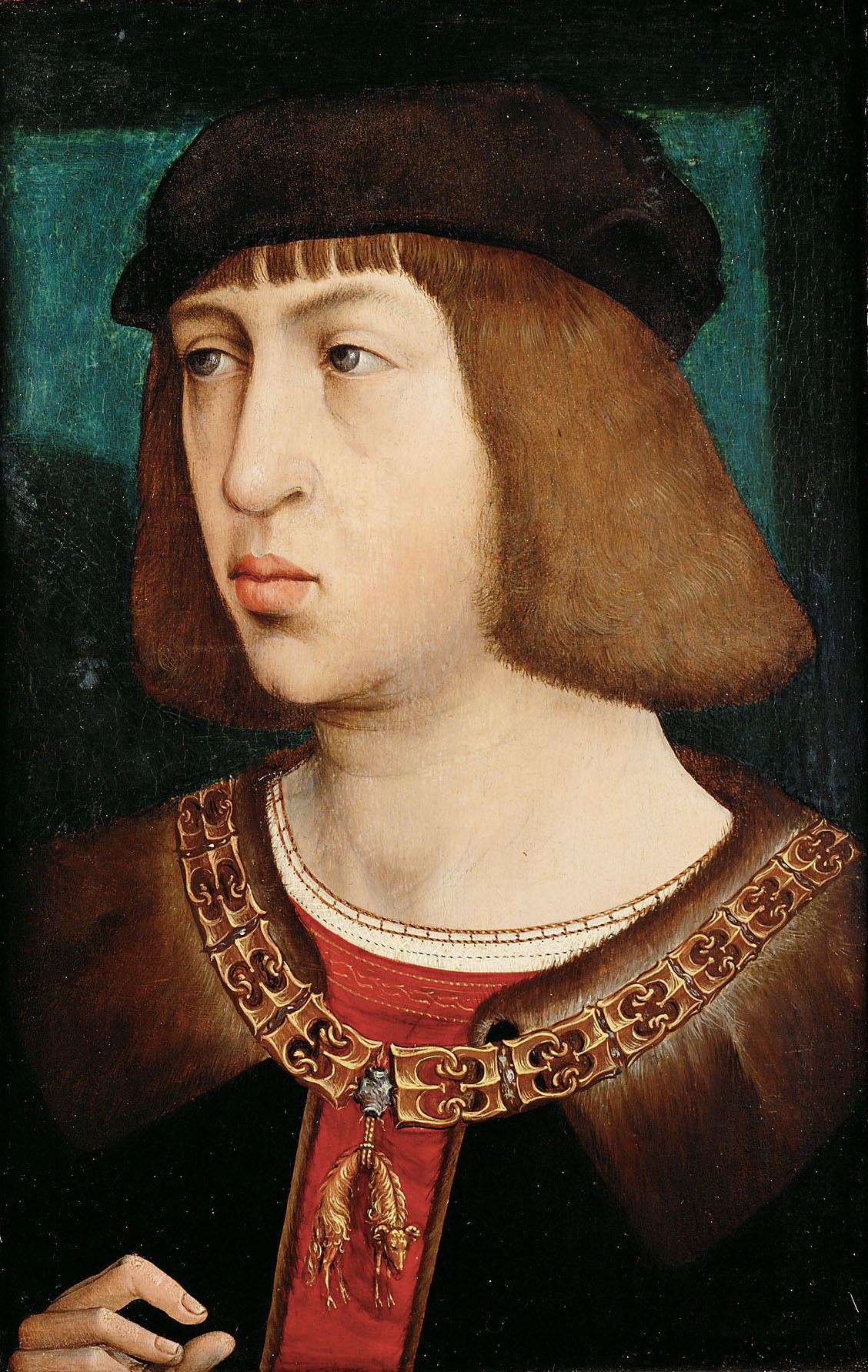
Juan de Flandes: Philipp der Schöne, um 1500, Kunsthistorisches Museum, Wien

Philipp I. von Kastilien aus dem Haus Österreich (Habsburg), genannt der Schöne, spanisch: Felipe I el Hermoso (* 22. Juni 1478 in Brügge; † 25. September 1506 in Burgos), war seit 1482 Herzog von Burgund. Von 1504 bis zu seinem Tod war er als Gemahl Johannas von Kastilien König von Kastilien und León. Über seine Söhne Karl und Ferdinand ist er der Stammvater der diesen folgenden spanischen Könige und römisch-deutschen und bzw. später österreichischen Kaiser.

## Leben

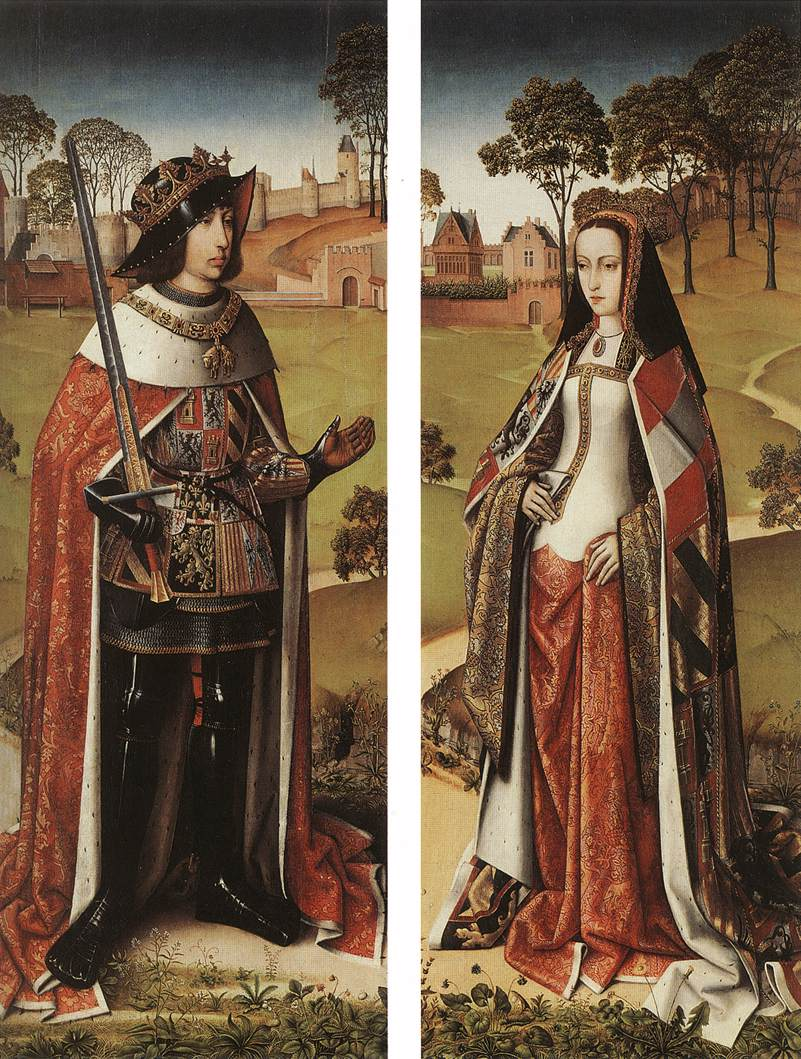
Philipp mit seiner Ehefrau Johanna I., der Wahnsinnigen, Königliche Museen der Schönen Künste, Antwerpen

Philipp war der älteste und einzige überlebende Sohn aus der Ehe des späteren Königs und Kaisers Maximilian I. mit Maria von Burgund, der Erbin des Länderkomplexes des Hauses Burgund.
Nach seiner Geburt streuten Agenten des französischen Königs Ludwig XI. Gerüchte, dass er in Wirklichkeit ein Mädchen sei. Seine Patin Margareta von York entkräftete diese, indem sie ihn auf dem Marktplatz von Brügge vor einer Menschenmenge entblößte. Als Philipp drei Jahre alt war, starb seine Mutter am 27. März 1482 an den Folgen eines Reitunfalls. Zuvor hatte sie Philipp und seine Schwester Margarete testamentarisch als Erben eingesetzt und bis zur Volljährigkeit der beiden Kinder Maximilian zu deren Vormund bestimmt.
Während Margarete im Folgejahr aufgrund des Friedens von Arras als künftige französische Königin vorgesehen war und zur Erziehung nach Frankreich gebracht wurde, blieb Philipp in den Burgundischen Niederlanden. Ab 1480 war Olivier de la Marche (1425–1502) Erzieher des Prinzen. Bereits im September 1494 wurde er im Alter von 16 Jahren vorzeitig für großjährig erklärt und aus der Vormundschaft Maximilians I. entlassen. Am 20. Oktober 1496 wurde Philipp offiziell in Lier von Fürstbischof Heinrich von Glymes und Berghes mit der Infantin Johanna von Kastilien vermählt, ein halbes Jahr vor der Heirat seiner Schwester Margarete mit Johannas Bruder, dem spanischen Thronfolger Johann (Juan), Sohn der Isabella von Kastilien und des Ferdinand von Aragón. Diese Doppelhochzeit war – anders als die burgundische Heirat Maximilians – nicht von vornherein der Thronfolge wegen geschlossen worden. Die Politik der Habsburger war vielmehr darauf gerichtet, die Beziehungen zu Spanien durch die Ehe zu festigen und somit den Erzrivalen Frankreich weiter zu isolieren. Durch den plötzlichen Tod des Thronfolgers Johann von Aragón und Kastilien im Jahre 1497 stellte sich jedoch die Frage der Nachfolge in der kastilischen Königswürde.
Am 26. November 1504 starb Isabella von Kastilien. Sie hatte in ihrem Testament vom 12. Oktober 1504 die Reiche der Krone Kastiliens ihrer Tochter Johanna vermacht und ihren Gemahl Ferdinand von Aragón zum Regenten bestimmt für den Fall, dass Johanna ihre Aufgaben als Königin nicht wahrnehmen könne. Zwischen Philipp und seinem Schwiegervater Ferdinand brach jetzt eine offene Feindschaft aus. Nachdem Philipp und Johanna im April 1506 in Spanien eingetroffen waren, konnte Philipp sich gegen Ferdinand durchsetzen, da ein großer Teil der Granden Kastiliens ihn als König favorisierte. In der Concordia de Villafáfila, einem Abkommen zwischen Philipp und Ferdinand, verzichtete Ferdinand auf das Recht, als Regent für seine Tochter zu handeln, so dass der Gemahl der Königin unter dem Titel Philipp I. von Kastilien im Juni des Jahres als erster Habsburger die Regierung in einem der Staaten auf der Iberischen Halbinsel übernahm.
Philipp starb noch im selben Jahr am 25. September 1506 plötzlich nach einer kurzen Fieberinfektion in der Casa del Cordón in Burgos. Seine sterblichen Überreste liegen neben seiner Gemahlin und deren Eltern in der Capilla Real der Kathedrale von Granada. Johanna überlebte Philipp um 48 Jahre und heiratete nie wieder; sie galt jedoch schon vor seinem Tod als wahnsinnig, weshalb zunächst ihr Vater Ferdinand doch als Regent nach Kastilien zurückkehrte und nach dessen Tod Philipps Sohn neben seiner Mutter als Karl I. König von Kastilien und Aragón wurde.

## Wappen

Wappen als Philipp IV., Herzog von Burgund
Wappen als Philipp I. von Kastilien
Königliches Wappen als Philipp I. von Kastilien

## Ausblick
Philipp hinterließ sechs minderjährige Kinder, darunter zwei Söhne, Karl und Ferdinand. Während Ferdinand bei seinem Großvater Ferdinand II. von Aragón in Spanien aufwuchs, wurde Karl von Philipps zweimal verwitweter Schwester Margarete in den burgundischen Niederlanden erzogen. Nach Philipps Tod wurde seine Frau Johanna, während sie noch jahrzehntelang Königin von Kastilien aus eigenem Recht blieb und eigentlich alleine hätte regieren können, aufgrund ihres nun stärker werdenden Wahnsinns von ihrem Vater im Königlichen Konvent von Santa Clara in Tordesillas unter Hausarrest gestellt. Ferdinand konnte somit 1507 als Regent nach Kastilien zurückkehren, nachdem Philipp ihn wenige Monate zuvor dort abgelöst hatte.
Nach dem Tod Ferdinands im Jahre 1516 wurde Philipps Sohn Karl I., der seine Heimat Flandern nur unter der Bedingung verließ, nicht nur als Regent zu agieren, neben seiner nie abgesetzten Mutter Johanna erster gesamtspanischer König. Seine Mutter beließ er dabei im Hausarrest. 1519 wurde der Habsburger dank finanzieller Hilfe von Jakob Fugger außerdem zum römisch-deutschen König gewählt. Bei seiner Krönung im Oktober 1520 nahm er als zweiter Monarch nach seinem Großvater Maximilian I. den Titel „Erwählter Römischer Kaiser“ an. Nachdem sein Bruder Ferdinand bereits 1521 regierender Erzherzog in den österreichischen Stammlanden geworden war, teilte sich unter Karls Herrschaft das Haus Habsburg in zwei Linien, was bei seinem Thronverzicht als römisch-deutscher Kaiser und als König von Spanien endgültig wurde: Sein Sohn Philipp folgte ihm in den spanischen Herrschaftsgebieten, sein Bruder Ferdinand erhielt neben den österreichischen Stammlanden nun auch den Kaisertitel im Reich.
Philipp war Auftraggeber einiger bedeutender Werke des Malers Hieronymus Bosch.

## Nachkommen
Aus der Ehe Philipps des Schönen (1478–1506) mit Johanna der Wahnsinnigen (1479–1555), aus dem Haus Trastámara, entstammen sechs Kinder.
1. Eleonore/Leonor (1498–1558), durch Heirat Königin von Portugal und Königin von Frankreich
  1. ⚭ 1519 Manuel I. (1469–1521), König von Portugal aus dem Haus Avis
  2. ⚭ 1530 Franz I. (1494–1547), König von Frankreich aus dem Haus Valois
2. Karl V. / Carlos I. (1500–1558), als Kaiser des Heiligen Römischen Reiches (V.), als König von Spanien (I.) – war der Begründer der spanischen Linie des „Hauses Österreichs“, der „Casa de Austria“
⚭ Isabella von Portugal (1503–1539) aus dem Haus Avis
3. Isabella (Elisabeth) / Isabel (1501–1526)
⚭ Christian II. (1481–1559), König von Dänemark, Norwegen und Schweden, aus dem Haus Oldenburg
4. Ferdinand/Ferdinando I. (1503–1564), Erzherzog von Österreich etc., Kaiser des Heiligen Römischen Reiches, König von Böhmen und Ungarn – Begründer der österreichischen Linie des Hauses Österreich, der „Casa de Austria“ 
⚭ Anna (1503–1547) aus dem Haus der Jagiellonen, Tochter von Vladislav II., König von Böhmen und Ungarn
5. Maria (1505–1558)
⚭ Ludwig II. (1506–1526), König von Böhmen und Ungarn, aus dem Haus der Jagiellonen
6. Katharina/Catalina (1507–1578)
⚭ Johann III. (1502–1557), König von Portugal aus dem Haus Avis

## Vorfahren
|  |                                          |  |  |  |  |  |  |  |  |  |  |  |  |
|  | Ernst der Eiserne (1377–1424)            |  |  |  |  |  |  |  |  |  |  |  |  |
|  |                                          |  |  |  |  |  |  |  |  |  |  |  |  |
|  |                                          |  |  |  |  |  |  |  |  |  |  |  |  |
|  | Friedrich III. (HRR) (1415–1493)         |  |  |  |  |  |  |  |  |  |  |  |  |
|  |                                          |  |  |  |  |  |  |  |  |  |  |  |  |
|  |                                          |  |  |  |  |  |  |  |  |  |  |  |  |
|  | Cimburgis von Masowien (1394–1429)       |  |  |  |  |  |  |  |  |  |  |  |  |
|  |                                          |  |  |  |  |  |  |  |  |  |  |  |  |
|  |                                          |  |  |  |  |  |  |  |  |  |  |  |  |
|  | Maximilian I. (HRR) (1459–1519)          |  |  |  |  |  |  |  |  |  |  |  |  |
|  |                                          |  |  |  |  |  |  |  |  |  |  |  |  |
|  |                                          |  |  |  |  |  |  |  |  |  |  |  |  |
|  | Eduard (Portugal) (1391–1438)            |  |  |  |  |  |  |  |  |  |  |  |  |
|  |                                          |  |  |  |  |  |  |  |  |  |  |  |  |
|  |                                          |  |  |  |  |  |  |  |  |  |  |  |  |
|  | Eleonore Helena von Portugal (1436–1467) |  |  |  |  |  |  |  |  |  |  |  |  |
|  |                                          |  |  |  |  |  |  |  |  |  |  |  |  |
|  |                                          |  |  |  |  |  |  |  |  |  |  |  |  |
|  | Eleonore von Aragonien (1402–1445)       |  |  |  |  |  |  |  |  |  |  |  |  |
|  |                                          |  |  |  |  |  |  |  |  |  |  |  |  |
|  |                                          |  |  |  |  |  |  |  |  |  |  |  |  |
|  | Philipp I. (Kastilien) (1478–1506)       |  |  |  |  |  |  |  |  |  |  |  |  |
|  |                                          |  |  |  |  |  |  |  |  |  |  |  |  |
|  |                                          |  |  |  |  |  |  |  |  |  |  |  |  |
|  | Philipp III. (Burgund) (1396–1467)       |  |  |  |  |  |  |  |  |  |  |  |  |
|  |                                          |  |  |  |  |  |  |  |  |  |  |  |  |
|  |                                          |  |  |  |  |  |  |  |  |  |  |  |  |
|  | Karl der Kühne (1433–1477)               |  |  |  |  |  |  |  |  |  |  |  |  |
|  |                                          |  |  |  |  |  |  |  |  |  |  |  |  |
|  |                                          |  |  |  |  |  |  |  |  |  |  |  |  |
|  | Isabella von Portugal (1397–1471)        |  |  |  |  |  |  |  |  |  |  |  |  |
|  |                                          |  |  |  |  |  |  |  |  |  |  |  |  |
|  |                                          |  |  |  |  |  |  |  |  |  |  |  |  |
|  | Maria von Burgund (1457–1482)            |  |  |  |  |  |  |  |  |  |  |  |  |
|  |                                          |  |  |  |  |  |  |  |  |  |  |  |  |
|  |                                          |  |  |  |  |  |  |  |  |  |  |  |  |
|  | Charles I. de Bourbon (1401–1456)        |  |  |  |  |  |  |  |  |  |  |  |  |
|  |                                          |  |  |  |  |  |  |  |  |  |  |  |  |
|  |                                          |  |  |  |  |  |  |  |  |  |  |  |  |
|  | Isabelle de Bourbon (1437–1465)          |  |  |  |  |  |  |  |  |  |  |  |  |
|  |                                          |  |  |  |  |  |  |  |  |  |  |  |  |
|  |                                          |  |  |  |  |  |  |  |  |  |  |  |  |
|  | Agnes von Burgund (1407–1476)            |  |  |  |  |  |  |  |  |  |  |  |  |
|  |                                          |  |  |  |  |  |  |  |  |  |  |  |  |
|  |                                          |  |  |  |  |  |  |  |  |  |  |  |  |